# 马图莱唐
马图莱唐是巴西南大河州的一个市镇。总面积45.903平方公里，总人口3585人，人口密度78.1人/平方公里。